# Saved by Love
Saved by Love è un cortometraggio muto del 1908 diretto da Edwin S. Porter. Il film, che ha come interprete principale, Florence Turner, venne prodotto e distribuito dall'Edison Manufacturing Company.

## Trama
Un vecchio burbero impone alla nipote un marito che lei rifiuta. L'uomo, allora, quando muore, lascia un testamento dove la ragazza sarà diseredata se non sarà sposata entro una data ben precisa. La giovane, davanti all'eventualità di perdere la fortuna dello zio, ha l'idea di trovarsi un marito di comodo, un poveraccio che sarà pagato per il suo servizio ma che dovrà poi divorziare dopo un certo lasso di tempo, lasciandola quindi libera. Viene scelto un barbone senza casa che dopo il matrimonio, però, comincia a pensare di cambiare vita per cercare di conquistare la moglie. Parte per il West, dove si mette a cercare l'oro. Durante un attacco a una diligenza, riesce a sventare una rapina e uno dei passeggeri, un avvocato di New York, lo invita ad andarlo a trovare.
Quando torna a New York, è diventato ricco. Si reca dall'avvocato che gli presenta sua moglie sotto falso nome. Tra i due è amore a prima vista ma la donna pensa con tristezza al proprio matrimonio che la lega a uno sconosciuto. L'avvocato le dice che adesso il marito è giunto per incontrarla come da accordo. Lei, timidamente, entra nella stanza dove si trova l'uomo al quale è legata e, felice, scopre che questi non è altri che l'uomo di cui si è innamorata.

## Produzione
Il film fu prodotto dalla Edison Manufacturing Company.

## Distribuzione
Distribuito dalla Edison Manufacturing Company, il film - un cortometraggio in una bobina - uscì nelle sale cinematografiche degli Stati Uniti il 3 novembre 1908.